# Fundeni, Călărași
Fundeni (în trecut, Fundeni-Gherasi sau Fundenii lui Cioranu, și Fundeni-Frunzănești) este o comună în județul Călărași, Muntenia, România, formată numai din satul de reședință cu același nume.

## Așezare
Comuna se află în nord-vestul județului, la limita cu județul Ilfov, pe malul stâng al Dâmboviței și pe malul drept al râului Pasărea. Este traversată de șoseaua județeană DJ301, care o leagă spre sud de Plătărești, Gălbinași, Vasilați și Budești (unde se termină în DN4) și spre nord în județul Ilfov de Cernica și Pantelimon (unde se termină în DN3). La Fundeni, din acest drum județean se ramifică șoseaua județeană DJ100, care duce spre nord în județul Ilfov la Brănești (unde se intersectează cu DN3), Găneasa, Afumați (unde se intersectează cu DN2), Ștefăneștii de Jos, Tunari și Otopeni (unde se termină în DN1).
Prin comună trece și calea ferată București-Oltenița, pe care este deservită de halta Frunzănești.

## Demografie
Componența etnică a comunei Fundeni
     Români (93,44%)
     Alte etnii (0,57%)
     Necunoscută (5,98%)
Componența confesională a comunei Fundeni
     Ortodocși (92,76%)
     Alte religii (0,95%)
     Necunoscută (6,29%)
Conform recensământului efectuat în 2021, populația comunei Fundeni se ridică la 5.568 de locuitori, în scădere față de recensământul anterior din 2011, când fuseseră înregistrați 5.658 de locuitori. Majoritatea locuitorilor sunt români (93,44%), iar pentru 5,98% nu se cunoaște apartenența etnică. Din punct de vedere confesional, majoritatea locuitorilor sunt ortodocși (92,76%), iar pentru 6,29% nu se cunoaște apartenența confesională.

## Politică și administrație
Comuna Fundeni este administrată de un primar și un consiliu local compus din 13 consilieri. Primarul, Gheorghiță Cărtușanu[*], de la Partidul Social Democrat, este în funcție din 2004. Începând cu alegerile locale din 2024, consiliul local are următoarea componență pe partide politice:
|  | Partid                    | Consilieri | Componența Consiliului | Componența Consiliului | Componența Consiliului | Componența Consiliului | Componența Consiliului | Componența Consiliului | Componența Consiliului |
|  | ------------------------- | ---------- | ---------------------- | ---------------------- | ---------------------- | ---------------------- | ---------------------- | ---------------------- | ---------------------- |
|  | Partidul Social Democrat  | 7          |                        |                        |                        |                        |                        |                        |                        |
|  | Partidul Național Liberal | 6          |                        |                        |                        |                        |                        |                        |                        |

## Istorie
La sfârșitul secolului al XIX-lea, comuna purta numele de Fundeni-Gherasi și făcea parte din plasa Dâmbovița a județului Ilfov. Avea în compunere satele Băduleasa, Dimache, Fundeni, Perișoru și Zoicaru, cu o populație totală de 1432 de locuitori ce trăiau în 300 de case. În comună existau o biserică, o școală mixtă, o moară de apă și o grădină botanică. La acea vreme, pe teritoriul actual al comunei, funcționa în aceeași plasă și comuna Frunzinești ce avea în satele Frunzinești, Lilieci, Pițigaia și Orasca 468 de locuitori ce trăiau în 110 case. Și aici erau o biserică, o școală mixtă și o moară de apă.
Până în 1925, mai multe sate au fost desființate și comasate, astfel că Anuarul Socec din acel an consemnează unirea celor două comune sub numele de Fundeni-Frunzănești, în plasa Pantelimon a aceluiași județ, având 2720 de locuitori și fiind compusă din satele Frunzănești, Fundeni, Lilieci și Păroaia.
În 1950, comuna Fundeni-Frunzănești (denumită începând de la un moment dat doar Fundeni) a fost transferată raionului Brănești și apoi (după 1952) raionului Oltenița din regiunea București. În 1968, comuna mai avea în compunere satele Fundeni, Frunzănești și Păroaia, dintre care ultimele două au fost atunci desființate și comasate cu satul Fundeni, rezultând comuna cu actuala alcătuire; ea a revenit la județul Ilfov, reînființat. În 1981, o reorganizare administrativă regională a dus la transferarea comunei la județul Călărași.

## Monumente istorice

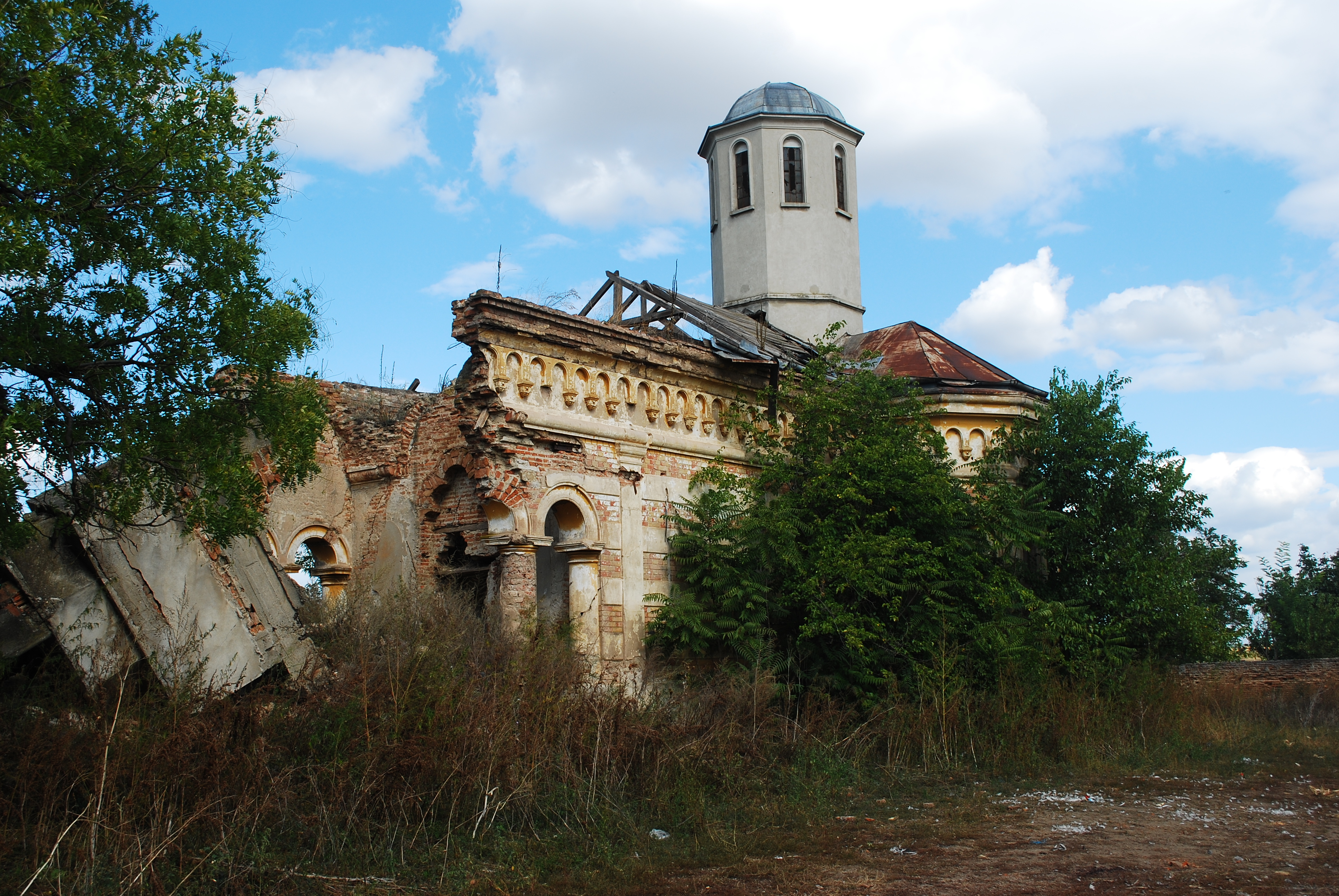
Biserica Sfântul Andrei din fostul sat Frunzănești, monument istoric de interes național

În comuna Fundeni se află ansamblul curților boierilor Dudescu, datând din 1732, monument istoric de arhitectură de interes național. Ansamblul se compune din casele boierilor Dudescu, datând din secolele al XVIII-lea–al XIX-lea, și din ruinele bisericii Sfântul Andrei, construită în 1732.